# 사쿠라신마치역
사쿠라신마치역(일본어: 桜新町駅, さくらしんまちえき)은 일본 도쿄도 세타가야구에 있는 도쿄 급행 전철의 역이다. 역 번호는 DT 05이다.

## 역사
- 1907년 4월 1일: 다마가와 전기철도(이후, 도큐 다마가와 선) 사쿠라신마치 정류장 영업 개시.
- 1969년 5월 10일: 다마가와 선 폐지에 따라, 사쿠라신마치 정류장이 폐지됨.
- 1977년 4월 7일: 신타마가와 선(현, 덴엔토시 선) 사쿠라신마치 역 영업 개시.
- 1983년 1월 22일: 다이어 개정에 의한 급행 운전이 시작되면서 당역에서 통과 추월이 시작됨.
- 2000년 8월 6일: 신타마가와 선의 덴엔토시 선과의 노선 통일로 인하여 덴엔토시 선의 역이 됨.

## 역 구조
지하 2층과 지하 3층의 각각에, 1면 1선의 단선 승강장과 1선의 통과선이 있고 2층 구조의 지하역이다. 지하 2층이 하행, 지하 3층에는 상행 승강장으로 이용되고 있다. 통과선은 승강장에서는 보이고 벽면의 반대편에 있는 승강장에서는 보이지 않는다. 단, 플랫폼의 양단에서 통과선과의 분기점을 조망할 수 있기 때문에 벽면쪽으로 통과선을 달려 통과 열차의 모습을 확인할 수 있다.
역명을 딴 역 색상은 "벚꽃색"이다. 단, 실제로 사용되는 색은 일본 산업 규격(JIS규격)이 정한 JIS관용색에서 분홍색보다 조금 더 진한 ■빨간색에 가깝다.
2006년을 전후로 벽면 개량 공사에 의하여 벽면에도 벚꽃의 장식이 이루어졌다. 또한 역 주변 도로에는 벚꽃 나무가 가로수로 심어져 있다.
지하역에서 통과선을 설치한 것은 본 역이 일본 최초이다. 유사한 역에는 모두 구조가 본 역과 다소 다르지만 도에이 지하철 신주쿠 선의 미즈에 역, 도쿄 지하철 후쿠토신 선의 히가시신주쿠 역, 타이완 고속철도의 타오위안 역 등이 있다.
교통 약자를 위한 배리어 프리 대응으로 지상과 개찰구 층을 연결하는 엘리베이터 및 개찰구 층으로 각 승강장을 연결하는 에스컬레이터, 엘리베이터가 정비되어 있다.
지하 3층 상행 승강장 이용자를 고려하여 그 초창기 시절부터 지하 3층 → 지하 2층의 에스컬레이터가 설치되어 있었다. 그 후, 승강장 층에서 개찰구 층으로 연결하는 엘리베이터 개찰구 층과 지상을 연결하는 엘리베이터는 지하 1층, 지하 2층, 지하 3층을 서로 연결하는 상하행 에스컬레이터가 차례로 설치되었다.
화장실은 지하 1층 개찰 외(서쪽 출구 부근)에 위치한다. 2005년에 개수되고 다기능 화장실이 설치되었다.
시부야 ~ 후타코타마가와 역간에는 드물게, 역과 국도 246호선과 수도 고속 3호선이 지나고 있다. 게다가, 역 부근에는 고층 건물이 없기 때문에 하늘이 비교적 넓고, 도로의 소음도 적고, 본 노선 중에서도 독특한 분위기를 자아내는 역전이 되고 있다.

### 승강장
| 번호 | 노선        | 방향 | 행선                                                |
| ---- | ----------- | ---- | --------------------------------------------------- |
| 1    | 덴엔토시 선 | 하행 | 후타코타마가와・나가쓰타・주오린칸 방면             |
| 2    | 덴엔토시 선 | 상행 | 시부야・ 한조몬 선 오시아게・ 도부 선 가스카베 방면 |

## 역 주변
- 사자에상 도리 - 역에서 국도 제246호선을 향하여 형성되는 사쿠라신마치 상점가 거리의 통칭.
- 하세가와 마치코 미술관 - 사자에상의 작가를 기리기 위한 미술관
- 세븐 일레븐 세타가야 사자에상도리점 - 원래는 술집에서 하세가와 마치코의 만화 "사자에상"에 등장하는 "미카와야"의 모델.
- 국도 제246호선
- 도쿄 도도 제427호선
- 사쿠라 신궁
- 육상자위대 요가 주둔지
- 해상자위대 도쿄 음악대
- 후생노동성 국립 의약품 식품 위생 연구소(2017년에 이동)
- 세타가야 사쿠라신마치 우체국
- 공공 승마장
- JRA 바지(馬事)공원

- 1957년 도쿄올림픽 승마경기장
- 2020년 도쿄올림픽 승마경기장 예정지
- 도쿄전력 세타가야 지사
- 도쿄 가스
- 세타가야구 중앙 도서관
- TOTO 테크니컬 센터 도쿄(2013년에 이동)
- 도쿄 도 수도국 고마자와 급수소
- 고마자와 대학 부속 고등학교
- 도쿄 도립 후카사와 고등학교
- 도쿄 도립 원예 고등학교
- 일본체육대학 본부 세타가야 캠퍼스 - 도보 15분
- 무사시노 대학 부속 산후 조리원 사쿠라신마치

## 사진

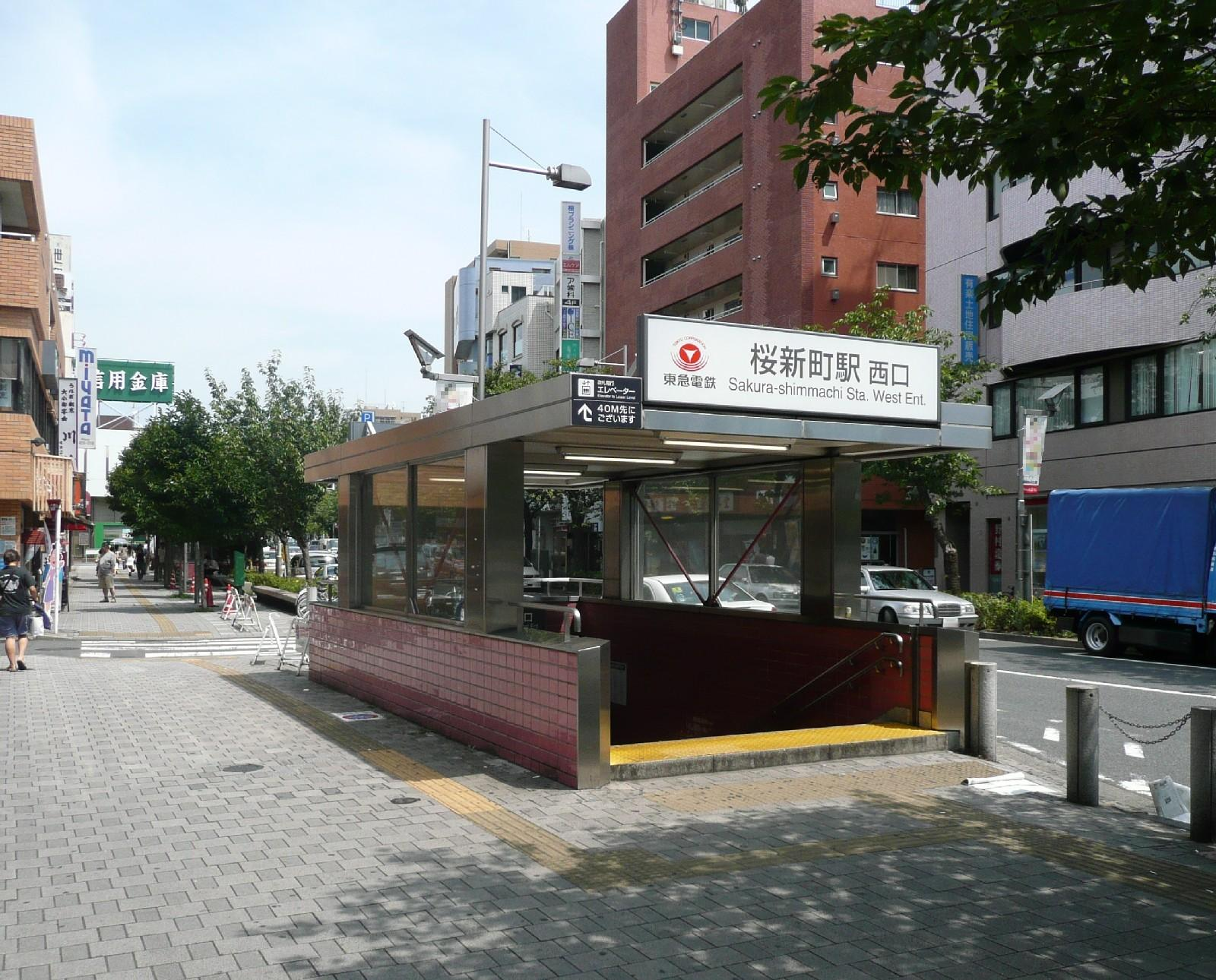
서쪽 출입구
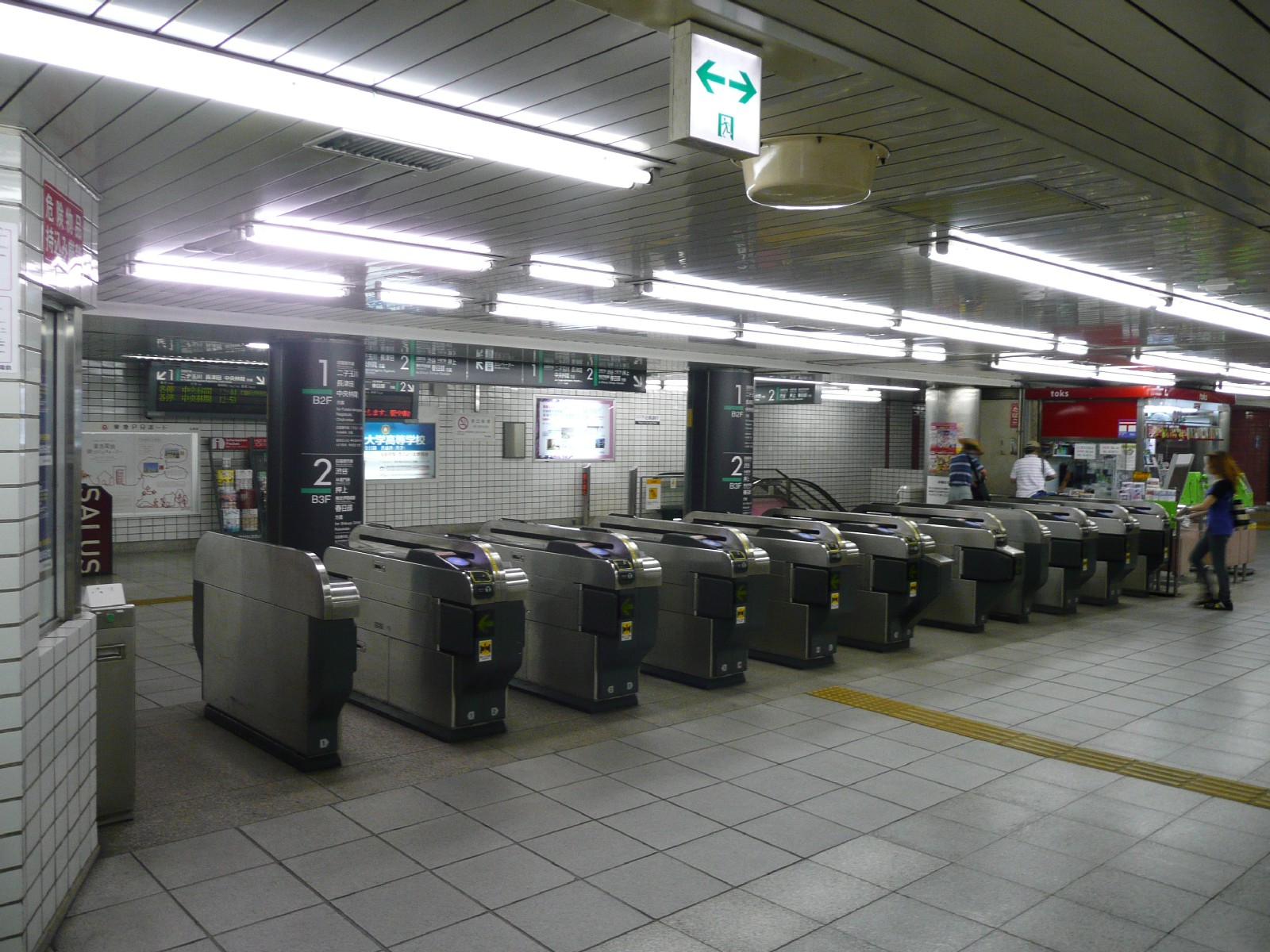
개찰구
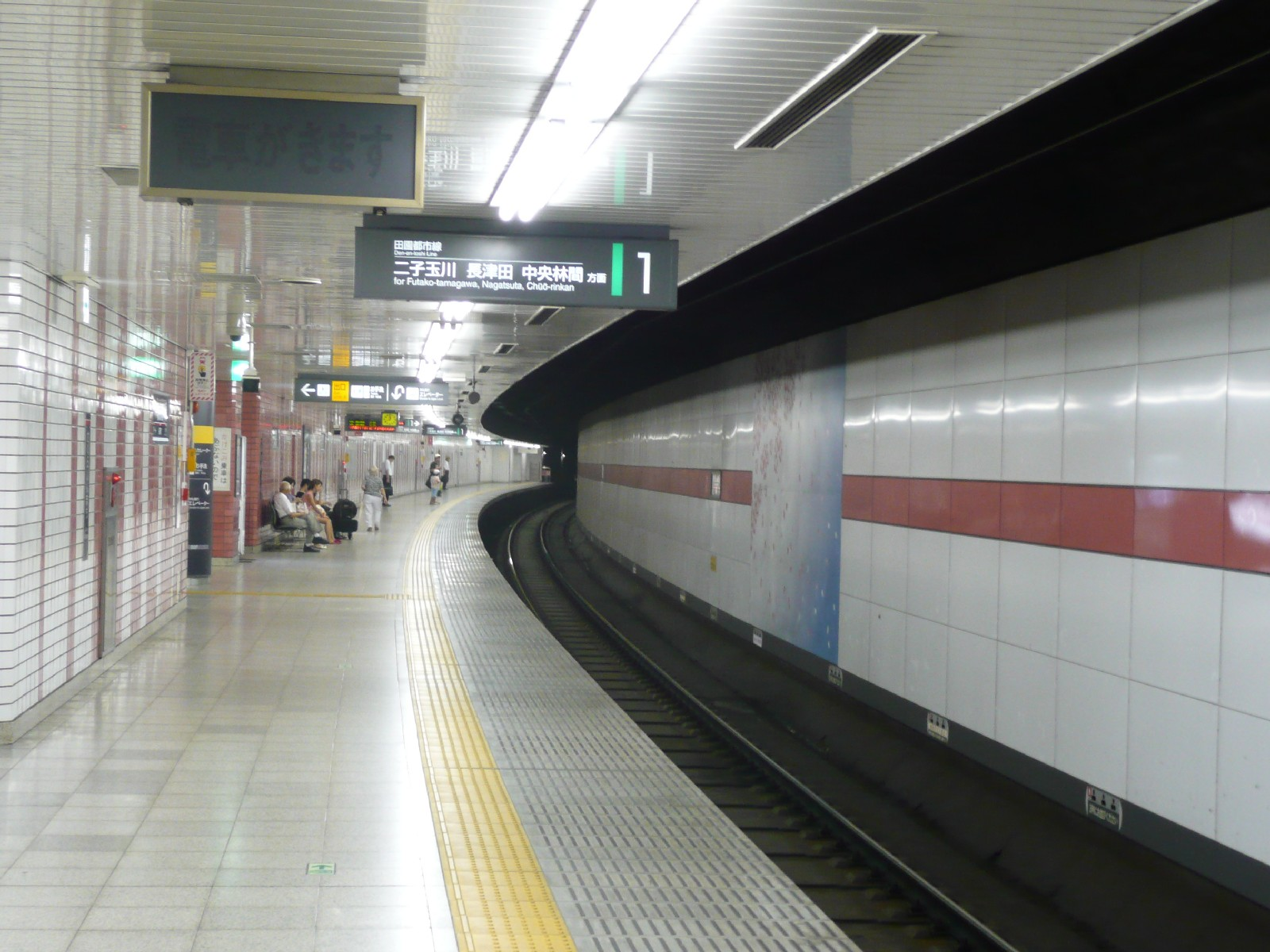
1번 승강장

## 인접역
| 도쿄 급행 전철 덴엔토시 선         | 도쿄 급행 전철 덴엔토시 선 | 도쿄 급행 전철 덴엔토시 선 |
| ---------------------------------- | -------------------------- | -------------------------- |
| DT 04 고마자와다이가쿠 시부야 방면 | ■ 준급 ■ 각역정차          | 요가 DT 06 주오린칸 방면   |